# Omale
Cet article possède un paronyme, voir Aumale.
Ne doit pas être confondu avec Omale (planète).
Omale est un roman de science-fiction à tonalité de fantasy de Laurent Genefort publié en 2001 chez J'ai lu, et réédité à plusieurs reprises depuis lors. Omale est également le nom du monde sur laquelle se déroule l'histoire (une sphère de Dyson) et qui servira de toile de fond aux autres romans et nouvelles du cycle.

## Contexte
Depuis environ 1 500 ans, trois espèces (« rehs ») cohabitent sur la Omale : les Humains, les Chiles et les Hodqins. Après plusieurs siècles de guerres et de luttes, une paix (« Pacte de Loplad ») entre les espèces a été signée environ cinquante ans après que ne débute le récit.
Les Humains sont divisés en deux religions : les Escopaliens et les Panslamistes. 
L'intolérance et l'incompréhension règnent encore très largement entre les trois espèces, et même à l'intérieur de chacune des espèces. Les relations hommes-femmes sont aussi empreintes d'inégalités.
La monnaie de référence est le « tyaris » d'or.
La planète Omale est apparemment plate. Un soleil (Héliale), situé au zénith, diffuse une lumière toujours égale douze heures par jour. Les douze autres heures, la polarisation de cristaux phototropes plongent le monde d'Omale dans le noir.  Le sous-sol est composé de pierres, d'humus, de diverses composés. Sous ce sol, généralement à plusieurs centaines de mètres de profondeur, se situe la coque de la planète, composée de « carb ».

## Personnages

### Personnages principaux
- Amees’SixtedeVorsal, Hodgqin, immortel (« shadlee »), érudit.
- Sheitane, Humaine, aventurière et ancienne femme d'État.
- Kazul, Humain, écrivain libertin.
- Alessander Esmond, Humain élevé par les Chiles et réduit en esclavage (« elerak »), drogué.
- Hanlorfaïr, Chile, médecin du bord de la nef et astronome.
- Sikandaïrl, Chile, chef pirate « rochile » (femelle exceptionnellement grande et puissante).

### Autres personnages
- Case, alias Chajarat Ibn Chajarat
- Aiur

## Résumé
Le roman est divisé en 34 chapitres, regroupés en 9 parties.

### Présentation des personnages
Cette sous-section résume les chapitres 1 à 5 du roman.

A Grand’Havre et à Platformjunction, six personnalités, représentant les trois espèces résidant sur Omale, embarquent à bord de l’Yyalter, gigantesque « nef » longue de deux kilomètres et immense ballon dirigeable permettant de transporter 2 500 personnes. Leur destination est la ville de Stadtville, située à plusieurs milliers de kilomètres de là. Tous ont été destinataires, des mois ou des années auparavant, d'un bris de coquille d'œuf qui comportent chacun une inscription mystérieuse et d'un billet de transport prépayé pour un voyage sur l’Yyalter. Ils partent donc en quête de la réponse aux questions qui les taraudent : quel est mon destin ? pourquoi suis-je né ? que puis-je espérer ? quel est le sens de ma vie ?

### Attaque des pirates
Cette sous-section résume les chapitres 6 à 10 du roman.

A bord de l’Yyalter, ils sont d'abord des inconnus les uns pour les autres, mais finissent par se rencontrer. Une attaque de pirates à l'encontre de la nef les amène à rester les seuls occupants du gigantesque ballon dirigeable qui, à moitié détruit, poursuit un itinéraire désordonné à travers l'immense Lac Pacifique.

### Seuls à la dérive
Cette sous-section résume les chapitres 11 à 26 du roman.

Les six protagonistes découvrent que, rassemblées, les six coquilles d'œuf partielles forment un moule. Ils y font cuire une sorte de plâtre ; de la cuisson sort une figurine du Jeu du fejij, à savoir le complexe « Jeu des Relations » de la culture Chile. Cette figurine est celle de Chajarat Ibn Chajarat, pièce principale du jeu : celui qui s'empare de cette pièce située au centre du jeu a gagné la partie.
Alors que les ressources en nourriture s'amenuisent, ils décident de jouer au jeu du fejij, dont il ne pourra y avoir qu'un seul gagnant. Ce jeu tient autant du jeu d'échecs et du jeu de go que du jeu de rôles. Ses règles sont très complexes pour être pleinement appréhendées par l'esprit humain, si bien qu’il joueront à une variante allégée. Ils se mettent d'accord sur l'enjeu : chaque perdant devra à son tour, en toute vérité, expliquer par quels événements il est entré en possession du bris de coquille d'œuf et les raisons qui l'ont poussé à entreprendre le voyage. En revanche le gagnant du jeu prendra la tête du groupe.
Alessander est le premier à perdre et à raconter don récit (chapitres 16 et 17). Kasul, le deuxième à perdre, raconte sa vie (chapitre 19 et 20). Puis c'est au tour d'Amees (chapitre 22). Puis celui d'Hanlorfaïr (chapitre 24 et 25).
Blessé par une attaque d'oiseaux Ojapirs qui l'ont enduit d'une substance hautement toxique (chapitre 25), Kasul décède à bord de la nef. La nef s'échoue sur une petite île inhabitée puis un aéroplane piloté par un Chile vient les prendre et les emporte à Aparanta, terme de leur voyage. Le jeu du fejij est interrompu, laissant Sheitane et Sikandaïrl seuls en compétition.

### Dénouement et révélations: la véritable nature d'Omale
Cette sous-section résume les chapitres 27 à 34 du roman.

Les cinq héros restant apprennent qu'ils ont été amenés à leur lieu de destination, Aparanta, pour rencontrer Case, alias Chajarat Ibn Chajarat. Bien que le jeu du fejij ne soit pas terminé, une déclaration de Case incite Sikandaïrl à raconter une partie de sa vie, et l'on découvre que celle-ci a été en lien avec celle d'Alessander (chapitre 29).
Case leur révèle qu'il est un androïde d'origine humaine très ancien (âge de plus mille ans) et que la raison de leur venue, soigneusement préparée par lui, est de contribuer à aider Aiur, un extraterrestre Æzir plongé en biostase, à regagner les siens. Sentant ses forces faiblir, il n'est plus capable, seul de réaliser ce projet.

## Distinctions
Omale a obtenu le Prix Rosny aîné du meilleur roman en 2002, et le prix Bob-Morane en 2013.

## Éditions
- Laurent Genefort, Omale, éditions J'ai lu no 6032, collection Millénaires, illustration Eikasia, février 2001  (ISBN 2-290-30488-3).
- Réédition J'ai lu, collection SF no 7515, illustration Richard Guérineau, janvier 2004  (ISBN 2-290-32501-5).
- Réédition Denoël dans le recueil Omale, l'Aire humaine tome 1, collection Lunes d'encre no 138, illustration Manchu, octobre 2012  (ISBN 978-2-207-10965-6).
- Réédition Gallimard dans le recueil Omale, l'Aire humaine tome 1, collection Folio SF no 507, illustration Manchu, février 2015  (ISBN 978-2-07-046275-9).
- Le roman été publié au Japon chez l’éditeur Hayakawa en avril 2014  (ISBN 9784153350144).